# De re publica

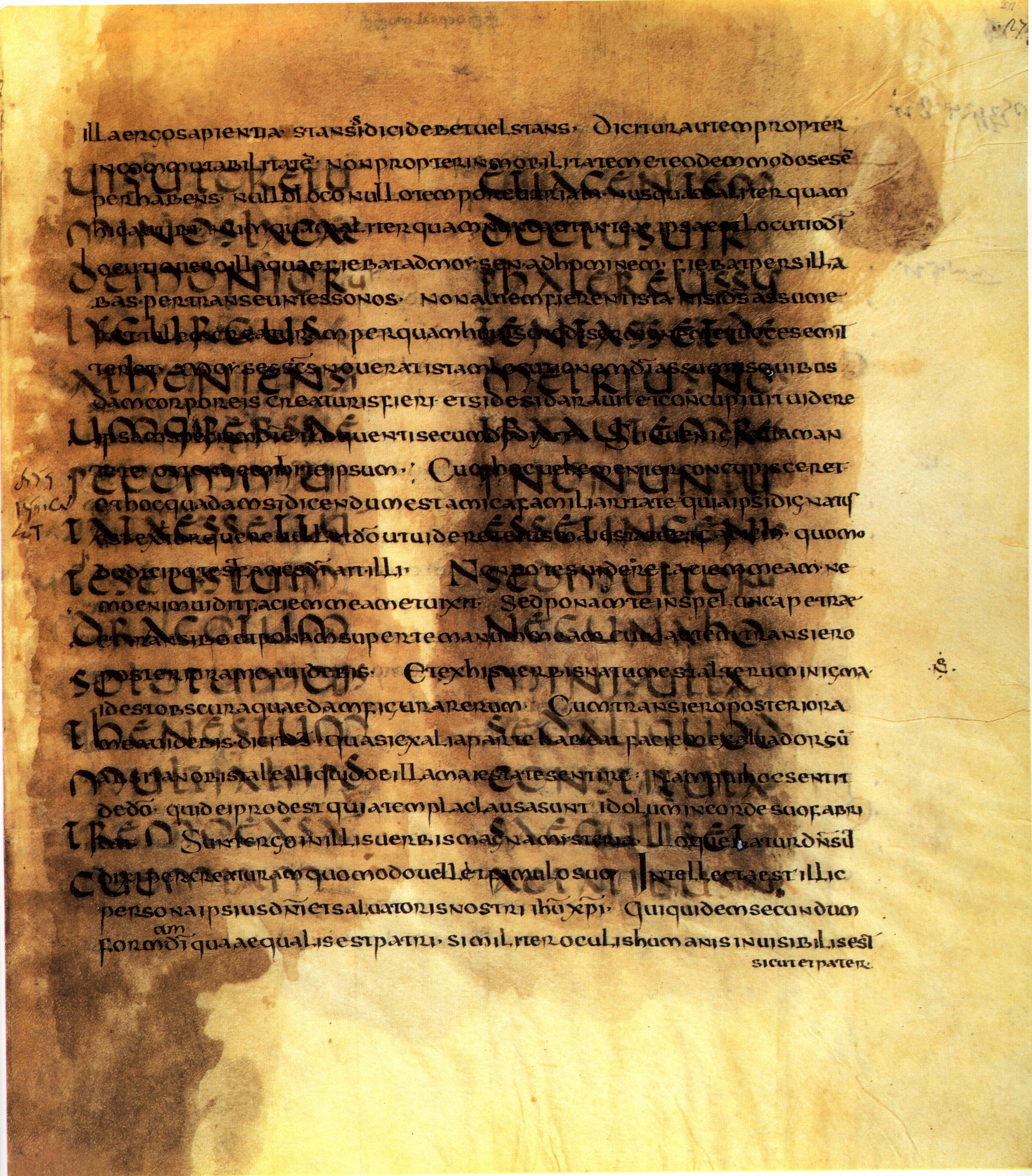
De re publica, Fragment (Palimpsest). Biblioteca Apostolica Vaticana, Vaticanus Lat. 5757, fol. 277r (4./5. Jahrhundert)

Die Schrift De re publica (lateinisch, Über das Gemeinwesen) ist ein staatstheoretisches Werk des römischen Politikers und Philosophen Marcus Tullius Cicero, das aus sechs Büchern besteht, deren Inhalt jedoch nur teilweise überliefert ist. Es wurde in den Jahren 54 bis 51 v. Chr. verfasst. Das Werk behandelt die Frage nach der besten Staatsform und dem optimalen Staatslenker und ist in Form eines platonischen Dialogs mit Scipio Aemilianus in der Hauptrolle geschrieben.

## Entstehung
Ciceros Werke und Briefe sind die Hauptquellen für die Entstehung der Schrift. Im Jahr 44 v. Chr. schrieb er in De divinatione, er habe mit der Arbeit an dem Werk begonnen, als er „das Ruder des Staates führte“. Peter von Richarz (1829) schließt nicht aus, dass erste Entwürfe zum späteren Werk tatsächlich schon während Ciceros Konsulat im Jahr 63 v. Chr. entstanden sein könnten. Im Frühjahr 54 v. Chr. schreibt er von einem seiner Landgüter, dem Cumanum, an seinen Bruder Quintus:

„Ich arbeite an einem staatswissenschaftlichen Werk (politiká), von dem ich sprach, eine mühsame und mühevolle Arbeit. Aber wenn es mir nach Wunsch gelingt, ist die Mühe gut angelegt; wenn nicht, werfe ich es geradewegs ins Meer, in dessen Anblick ich schreibe [...].“

In etwa zur selben Zeit bittet Cicero seinen Freund Atticus, dessen Bibliothek auch in Abwesenheit des Besitzers benutzen zu dürfen. Es gehe ihm insbesondere um die von Varro abgefassten Bücher. Anfang Juli teilt Cicero mit, dass er in seiner Schrift den Scipionenkreis über den Staat debattieren lassen möchte; dabei könne er, wie Atticus es gewünscht habe, in den geplanten Vorreden zu den einzelnen Büchern auch Varro erwähnen. Atticus war wie Varro mit Cicero befreundet und bat hier den einen um die Erwähnung des anderen – wahrscheinlich auf Veranlassung des Varro.
Im Herbst 54 berichtet Cicero seinem Bruder Quintus wieder von seinen Fortschritten: Zwei Bücher seien bereits fertiggestellt, geplant seien neun. Jedes Buch gebe Dialoge wieder, die während einem der neun novendialis feriae  – bewegliche, von den Konsuln angeordnete Festtage – des Jahres 129 v. Chr. geführt worden seien. Die Dialoge finden somit kurz vor dem Tod des Scipio Africanus statt, dem in diesen Debatten unter Freunden eine dem Sokrates vergleichbare Rolle zukommen sollte. Inhaltlich solle es um die beste Staatsform und den besten Bürger gehen (de optimo statu civitatis et de optimo cive). Den bislang fertigen Text ließ sich Cicero auf seinem Tusculanum vorlesen, und zwar in Anwesenheit des Sallust. Dieser kritisierte, dass man sogleich erkenne, dass der Gesprächsinhalt erfunden sei, da er für die Zeit des Scipionenkreises anachronistisch wirke. Dieses leuchtete Cicero unmittelbar ein, und er gab seinem Bruder gegenüber zu, dass es seine Absicht gewesen sei, den Dialog in die Vergangenheit zu legen, um keine Zeitgenossen vor den Kopf zu stoßen (ego autem id ipsum tum eram secutus, ne in nostra tempora incurrens offenderem quempiam). Wegen Sallusts Einwurf wollte Cicero seinen Plan ändern. Dennoch schickte er seinem Bruder die beiden fertigen Bücher zur Begutachtung.
Letztlich blieb Cicero dann doch bei seinem ursprünglichen Plan. Statt der neun avisierten Bücher wurden es allerdings ihrer sechs. Diese sechs Bücher enthalten Gespräche, die an drei statt neun Tagen im Jahr 129 v. Chr. stattfinden. Das heißt, jeweils zwei Bücher sind einem Tag gewidmet. Anlass sind nun die Feriae Latinae, die Feiertage des Latinerfests zu Ehren Iuppiters. Abgeschlossen wurde die Schrift 51 v. Chr. In diesem Jahr hat Atticus sie zum ersten Mal gelesen, und am 24. Mai 51 v. Chr. schreibt Marcus Caelius Rufus an Cicero, dass dessen politische Bücher überall in Ansehen stünden.

## Werkgeschichte
Ciceros Schrift De re publica wurde noch im 5. Jahrhundert viel gelesen und beachtet. Dies zeigt sich darin, dass sie sowohl von heidnischen als auch von frühen christlichen Autoren häufig zitiert wurde. Dann endete jedoch die Beschäftigung mit diesem Werk aus erster philosophischer Phase und es galt als verloren. Man kannte den Inhalt lediglich aus den Fragmenten und Zitaten bei anderen Autoren, während eine Originalüberlieferung unauffindbar war. Erst 1819 fand Angelo Mai in der Vatikanischen Bibliothek einen ursprünglich aus der Abtei Bobbio stammenden Palimpsest (Vatikanstadt, BAV lat. 5757). Überschrieben von einem Psalmenkommentar  des Augustinus waren große Teile des ersten und zweiten Buches erhalten geblieben, ferner Abschnitte des dritten, vierten und fünften Buches, aber nichts vom sechsten. Der Großteil des sechsten Buches war ohnehin durch die gesonderte Überlieferung des Somnium Scipionis bekannt geblieben. Man versuchte, vorhandene Fragmente und Zitate dem Kontext entsprechend einzuordnen.

## Anlage
Um es seinem Vorbild, dem griechischen Philosophen Platon, gleichzutun, verfasste Cicero sein philosophisches Hauptwerk in der Dialogform. So teilt es nicht nur den Titel (Vom Gemeinwesen) mit seinem griechischen Pendant, der Politeia (gr. πολιτεία, etwa: Staat, Verfassung). Schon in der Auswahl der Gesprächspartner (siehe unten) kommt jedoch der römische Charakter des Werks zum Ausdruck, indem Cicero Politiker, Männer der politischen Praxis, miteinander diskutieren ließ, wohingegen Platon seinerzeit Philosophen, Theoretiker, in die Hauptrollen setzte. Im Werk Platons ist Sokrates die Hauptperson dieses fiktiven Gesprächs und erzählt es selbst am nächsten Tag. Cicero dagegen ist in dem fiktiven Gespräch, in das er seine Lehren vom Staat einkleidete, nicht selbst anwesend, sondern lässt es eine Generation früher stattfinden. Der Gewährsmann, von dem er es erfahren haben wollte, war Publius Rutilius Rufus. In dessen Darstellung, so also Cicero, fand das – rein fiktive – Gespräch an den drei Tagen des Latinerfestes im Jahre 129 v. Chr. im Landhaus des Publius Cornelius Scipio Aemilianus Africanus, der zur Unterscheidung von seinem Adoptivgroßvater heute „der Jüngere“ genannt wird, statt. Er ist die Hauptperson des Gesprächs über den idealen Zustand des römischen Staats, und weil er im selben Jahr 129 v. Chr. starb, kann Cicero das Werk wie eine Art Vermächtnis an die Römer gestalten. Das 6. Buch mit dem Jenseitstraum des Scipio – auch dies eine Parallele zum Mythos des Er im letzten Buch von Platons Staat – wirkt auf die Leser, die ja Scipios Todesjahr kannten, wie eine Vorahnung seines Todes. Die Unterhaltungen verteilten sich auf drei Tage, wobei jeder Tag zwei Bücher ausmacht. An den Anfang jedes dieser drei Buchpaare stellte Cicero ein Proöm als persönliche Vorrede. Das Werk beginnt mit einer Rechtfertigung für sein Zustandekommen. Gleichzeitig führt Cicero Beispiele für politisches Handeln an und sieht es als Pflicht, sich für den Staat zu engagieren. Erst nach diesem Proömium beginnt das eigentliche Gespräch.

## Inhalt
| Anzahl der Herrscher | Gute Formen                              | Merkmal              | Schlechte Formen       | Merkmal                    |
| Einer                | regnum (Königtum)                        | Fürsorge (caritas)   | Tyrannis               | Hochmut (superbia)         |
| Einige               | civitas optimatium (Optimatenherrschaft) | Klugheit (consilium) | Oligarchie             | Cliquenbildung (factio)    |
| Alle                 | civitas popularis (Volksherrschaft)      | Freiheit (libertas)  | Anarchie (Ochlokratie) | Zügellose Masse (licentia) |

Die ersten beiden Bücher behandeln hauptsächlich staatstheoretische Fragen. So wird Stellung zu den drei Verfassungsformen – Monarchie, welche als beste der drei reinen Staatsformen anzusehen sei (der Alleinherrscher als treusorgender „Vater“ des Volkes), Aristokratie und Demokratie (wobei er jedoch in jeder dieser Staatsformen Fehler erkennt und sie für dauerhaft nicht praktikabel einstuft) – genommen. Letztlicher Schluss aus dieser Diskussion der Verfassungsformen ist ein Loblied auf die Mischverfassung, welche die positiven Elemente aller Verfassungen vereint. Dies spiegelt sich in der Staatsform der römischen Republik mit Konsuln (Monarchie), Senat (Aristokratie) und Bürgerversammlung (Demokratie) wider, deren Entstehung Cicero im 2. Buch beschreibt.
Das Gemeinwesen, den Staat, definiert Cicero wie folgt:

“Est igitur […] res publica res populi, populus autem non omnis hominum coetus quoquo modo congregatus, sed coetus multitudinis iuris consensu et utilitatis communione sociatus.”

„Es ist also […] das Gemeinwesen die Sache des Volkes, ein Volk aber nicht jede irgendwie zusammengescharte Ansammlung von Menschen, sondern die Ansammlung einer Menge, die in der Anerkennung des Rechtes und der Gemeinsamkeit des Nutzens vereinigt ist.“

Die Ursache einer Staatsgründung liegt nach Cicero vordergründig nicht in der Schwäche (imbecillitas), sondern im natürlichen, instinktiven Herdentrieb (congregatio) des Menschen.
Die Bücher drei und vier beschreiben die Gerechtigkeit und die Gesetzgebung, fünf und sechs den besten Staatsmann. Das sechste Buch enthält das Somnium Scipionis, den Traum Scipios, das gesondert überliefert wurde und uns nur deshalb bekannt ist.

## Gesprächsteilnehmer
Die folgenden Personen, allesamt Staatsmänner, lässt Cicero am fiktiven Gespräch teilhaben:

### Gaius Fannius
Gaius war ein guter Offizier, Redner und Staatsmann. Außerdem gehörte er zu den hervorragenden römischen Historikern, die auch in der Politik eine große Rolle gespielt haben. Er verfasste annales, in denen er von den Anfängen Roms schrieb, wie der Titel aussagt. Aber er hat auch die Zeitgeschichte berücksichtigt und in ihr vor allem Scipio verteidigt und herausgehoben. 146 v. Chr. bestieg er zusammen mit Tiberius Gracchus als erster die Mauern Karthagos. 122 v. Chr. erlangte er das Konsulat durch den Einfluss des Gaius Gracchus. Als dieser jedoch dem Senat den Antrag stellte, den Latinern das volle Bürgerrecht und den Italikern das latinische Bürgerrecht zu übertragen, distanzierte sich Gaius Fannius von der Partei des Gracchus. Er war der Schwiegersohn des Laelius, von dem im Folgenden noch mehr berichtet wird. Cicero lässt ihn an keiner Stelle der überlieferten Teile reden, sondern erwähnt ihn nur namentlich.

### Gaius Laelius Sapiens (der Jüngere)
Er wurde etwa um 190 v. Chr. geboren und wurde als Offizier, Staatsmann und Redner bekannt. 145 v. Chr. wurde er als Prätor und 140 v. Chr. als Konsul gewählt. Durch seine Freundschaft mit dem jüngeren Scipio und durch seine kluge Denkart und seine philosophischen Interessen, die ihn zu den Stoikern hinzogen, war er ebenfalls ein Mitglied des Scipionenkreises.
Gaius Fannius und Quintus Mucius Scaevola waren seine Schwiegersöhne. Er überlebte Scipio, unter dem er General im Dritten Punischen Krieg war, und hielt ihm eine Grabrede, die wie andere Reden von ihm bekannt wurde. Er ist Hauptgesprächspartner des jüngeren Scipio in De re publica, wo ihm Cicero die zentrale Rede über Wesen und Notwendigkeit der Gerechtigkeit zuweist. Ferner ließ ihn Cicero als Dialogpartner in seinen Werken De senectute sowie Laelius de amicitia auftreten. Mit diesem Dialog über die Freundschaft setzte er Laelius ein Denkmal. Über ihn spricht er im Vergleich mit Scipio die rühmenden Worte: „Wie niemand auf Grund kriegerischen Ruhms Africanus erreichen kann, worin freilich Laelius im Krieg gegen Viriathus, wie wir finden, außerordentlich gewesen ist, so gibt man in Hinsicht auf Genie, Bildung, Beredsamkeit und Weisheit schließlich, wenn auch beiden eine erste, so doch die führende Rolle gern dem Laelius.“
Gaius Laelius Sapiens starb schließlich hochbetagt.

### Manius Manilius
Er war Staatsmann, vorzüglicher Rechtskenner und hervorragender Jurist. 149 v. Chr. wurde er zum Konsul gewählt.
Seine juristischen Werke veröffentlichte er unter dem Titel: Monumenta, Sammlung der angeblichen Gesetze von Numa. Scipio diente unter ihm als Tribun. In seiner Zeit als Konsul belagerte er vergeblich die Stadt Karthago.

### Spurius Mummius
Er hatte sich den Stoikern zugewandt. 146 v. Chr. begleitete er seinen Bruder Lucius Mummius Achaicus als Legat bei der Eroberung und Zerstörung von Korinth. Mummius war Kenner der griechischen Sprache und Kultur, außerdem Anhänger des Stoikers Panaitios von Rhodos. Gaius Laelius Sapiens und Scipio Africanus der Jüngere zählten zu seinen Freunden.

### Lucius Furius Philus
Auch seine Stärke lag in der Politik, er war hervorragender Staatsmann und Redner. Im Jahre 136 v. Chr. wurde er zum Konsul gewählt.
Seine Interessensgebiete lagen in der Philosophie und Wissenschaft, besonders die Astronomie begeisterte ihn. Nach Ciceros Meinung, die er in seinem Werk Brutus (108) niederschrieb, war Lucius Furius Philus ein Mann, der sehr reines Lateinisch sprach und dies gebildeter tat als die anderen. Er war auch Freund des Scipio Africanus der Jüngere und des Gaius Laelius Sapiens und gehörte somit zum Scipionenkreis.

### Publius Rutilius Rufus
Er wurde etwa um 156 v. Chr. geboren. Zu seinen Idolen und Lehrern zählte der griechische Philosoph Panaitios. Publius war hochgebildeter Staatsmann und wurde 105 v. Chr. zum Konsul ernannt. In der Schule des Publius Mucius Scaevola lernte er die Juristik und war dazu noch Historiker und Redner. Seine engen Freunde waren wiederum Gaius Laelius Sapiens und Scipio Africanus der Jüngere. Auch er war Mitglied des berühmten Scipionenkreises. Er gehört zu jenen Römern, die das von Panaitios gelehrte Ideal mit dem römischen Wesen verschmelzen ließen und in die Tat umsetzten. 94 v. Chr. half er dem Prokonsul Publius Mucius Scaevola, als Legat in der Provinz Kleinasien zu regieren und beseitigte Fehler der Provinzverwaltung. Er wurde deswegen angeklagt und die Richter verurteilten ihn, wahrscheinlich 92 v. Chr., und schickten ihn in Verbannung. Sein Exil wählte er in der Provinz Mytilene, die er 94 v. Chr. ausgeplündert haben soll, wurde dort jedoch recht herzlich willkommen geheißen. Später reiste er nach Smyrna. Hier besuchte ihn Cicero 78 Chr., der sich durch Publius eine Brücke zum Scipionenkreis erhoffte, der das Ideal verkörperte, dem er nachstrebte. Cicero erfuhr von dem einzigen noch lebenden engen Freund des Scipio von dem Inhalt des Gesprächs, das er in De re publica dargestellt hat. Im Exil arbeitete Rutilius Rufus an seinen Studien und gab eine Autobiografie (De vita sua) und eine Geschichtsdarstellung in griechischer Sprache heraus. Von Cicero wurden seine Reden gerühmt, an denen er jedoch ihre unpopuläre trockene Form tadelte. Publius Rutilius Rufus starb 75 v. Chr.

### Quintus Mucius Scaevola
Quintus war bedeutender Staatsmann und Jurist. Sein Vater lehrte ihn in der Rechtspraxis, und der Stoiker Panaitios von Rhodos unterrichtete ihn in Philosophie. 120 v. Chr. wurde er Verwalter der Provinz Asien. Bei seiner Rückkehr nach Rom wurde er wegen Erpressung angeklagt, verteidigte sich aber selbst erfolgreich, woraufhin er dann 117 v. Chr. zum Konsul gewählt wurde. Er lehrte mehrere Jahre lang Cicero die Rechtspraxis. Quintus war der Cousin von Quintus Mucius Scaevola (Pontifex), der die wissenschaftlichen Studien von römischem Recht begründete. Cicero lernte durch ihn Laelia, die Tochter des Gaius Laelius Sapiens kennen und schuf sich so wiederum eine Verbindung zum Scipionenkreis. 88 v. Chr. verteidigte er Gaius Marius im Senat, indem er nicht dafür abstimmte, ihn als Staatsfeind zu erklären. Der Inhalt der Schrift Laelius de amicitia von Cicero soll von P. Mucius Scaevola kommen. Er tritt auch in Ciceros Werk De oratore auf. In den erhaltenen Partien von De re publica spricht er lediglich an einer einzigen Stelle im ersten Buch.

### Publius Cornelius Scipio Aemilianus (der Jüngere)
Er wurde circa 185 v. Chr. geboren und war Sohn des Lucius Aemilius Paullus und seiner ersten geschiedenen Frau Papira. Von seinen drei Schwestern wurde eine mit Quintus Aelius Tubero, und die andere mit M. Porcius Cato verheiratet. Später adoptierte ihn Scipio Africanus, der Sohn Scipio Africanus’ des älteren. Publius war einer der hervorragendsten Staatsmänner und Feldherren Roms. 168 v. Chr. begleitete er seinen leiblichen Vater im Krieg gegen Perseus und zeichnete sich dort im Makedonienfeldzug aus. 151 v. Chr. wurde er Militärtribun in Spanien, wo er nicht nur wegen seiner militärischen Erfolge auffiel, sondern auch wegen seines diplomatischen Geschicks. Er regelte von dort die Erbfolge der drei Söhne des sterbenden Numider-Königs Massinissa. Bei Ausbruch des Dritten Punischen Krieges wurde er auf Grund seiner Beliebtheit bei Militär und Volk 147 v. Chr. zum Konsul gewählt, obwohl er noch nicht 42 Jahre alt und der Senat dagegen war. Man übertrug ihm gleichzeitig auch den Oberbefehl über die römischen Truppen. 146 v. Chr. eroberte er Karthago nach langen, schweren Kämpfen und machte es dem Erdboden gleich. 142 v. Chr. wurde er durch die Gunst des Volkes zum Censor gewählt und begab sich 141 v. Chr. auf eine Gesandtschaftsreise nach Ägypten und Asien. 134 v. Chr. wurde er zum zweiten Mal zum Konsul ernannt, um den Oberbefehl in Spanien zu übernehmen, und beendete dort 133 v. Chr. den Krieg mit der Eroberung und Zerstörung der Stadt Numantia. Hierdurch erlangte er seinen zweiten Beinamen Numantinus. Trotz seiner verwandtschaftlichen Beziehungen zu Tiberius Gracchus war er überzeugter Aristokrat und heftiger Gegner seiner Reformbewegungen. 129 v. Chr. starb Scipio, angeblich durch Anhänger des Tiberius Gracchus ermordet. Mit seinem Scipionenkreis und den beiden Griechen Polybios, dem Historiker, und Panaitios, dem stoischen Philosophen, wollte er die griechische Kultur nach Rom bringen, um so dem Imperium Romanum neben seiner politischen auch eine geistesgeschichtliche Sendung zu übertragen.
Er ist Wortführer des Gesprächs in De re publica und tritt auch in Laelius de amicitia als Verkörperung eines idealen römischen Menschentums auf, denn bei ihm habe zum ersten Mal eine Verschmelzung des griechischen mit dem römischen Geist stattgefunden. Für Cicero war er der beste Vertreter seiner Gedanken, den er in dieser Zeit finden konnte.

### Quintus Aelius Tubero
Er war der Neffe Scipios. Vor allem aber war er Redner, Jurist und Politiker. Außerdem war er ein enger Freund des Stoikers Panaitios und auch überzeugter Stoiker, fiel aber wegen seiner zur Schau getragenen Armut bei seiner Bewerbung zum Amt des Prätors durch. Panaitios nannte ihn in mehreren seiner Schriften. Cicero schätzte seinen Charakter, aber nicht seine Beredsamkeit. Die stoische Verachtung alles Äußeren hatte seinem Stil nicht gutgetan, den Cicero als hart, ungepflegt und struppig beschrieb.

## Rezeption
Trotz des überraschenden Fundes gab es zunächst keine intensive wissenschaftliche Beschäftigung mit dem Inhalt dieses Werks. Erst zu Beginn des 20. Jahrhunderts begann die deutsche Forschung, unter dem Eindruck der vor allem von Autoren aus dem George-Kreis sowie Vertretern des sogenannten Dritten Humanismus propagierten Neubewertung von Platons Politeia, sich mit dem Text inhaltlich genauer auseinanderzusetzen und Ciceros im Anschluss an Platon streng hierarchisch konzipiertes Staatsmodell als wegweisend für Gesellschaft und Staat der Gegenwart zu diskutieren, so 1936 Viktor Pöschl. Unter veränderter Perspektive (historische Kontextualisierung; Betonung des Rechtsstaatsgedankens) hält die Forschung bis heute an.

## Textausgaben und Übersetzungen
- M. Tullius Cicero: De re publica/Vom Gemeinwesen. Lateinisch/Deutsch. Übers. und hrsg. von Karl Büchner. Reclam, Stuttgart 1979, ISBN 978-3-15-009909-4.
- M. Tullius Cicero: Der Staat. Lateinisch – Deutsch. Hrsg. und übers. von Rainer Nickel (Sammlung Tusculum). Artemis & Winkler, Mannheim 2010, ISBN 978-3-538-03521-8.
- Cicero: De re publica / Vom Staat. Lateinisch/Deutsch. Übers. u. hrsg. v. Michael von Albrecht. Reclam, Stuttgart 2013, ISBN 978-3-15-010918-2.
- Konrat Ziegler (Hrsg.): M. Tulli Ciceronis scripta quae manserunt omnia. Fasc. 39: De re publica, 7. Aufl. (Bibliotheca scriptorum Graecorum et Romanorum Teubneriana). Teubner, Stuttgart 1969 (maßgebliche textkritische Edition).
- Cicero, De re publica: selections. Ed. by James E. G. Zetzel (Cambridge Greek and Latin Classics), Cambridge UP, Cambridge 1995, ISBN 0-521-34465-4.
- Jonathan G. F. Powell (Hrsg.): M. Tvlli Ciceronis De re pvblica. De legibvs. Cato maior de senectvte. Laelivs de amicitia (Oxford Classical Texts). Clarendon, Oxford 2006, ISBN 978-0-19-814669-8.
- Gesine Manuwald (Hrsg.): Cicero, De Re Publica (Aris and Phillips Classical Texts). Liverpool University Press, Liverpool 2024, ISBN 978-1-80207-442-0.